# Église des Cordeliers de Laval
Pour les articles homonymes, voir Église des Cordeliers et Cordeliers (homonymie).
L'église Notre Dame des Cordeliers de Laval est une église de Laval, édifiée à la fin du XVIe siècle et au commencement du XVIIe siècle. Elle est bâtie de 1397 à 1407 par les religieux appelés à Laval par Guy XII de Laval et sa femme Jeanne de Laval, veuve en premières noces du connétable Bertrand Du Guesclin. Elle ne comprenait, avant les travaux du XIXe siècle, qu'une nef principale flanqué d'un collatéral unique au nord sur lequel s'ouvrait 7 chapelles latérales qui furent ornées au XVIIe siècle d'une série extraordinaire de retables constituant ainsi sans doute le plus grand ensemble de l'Ouest de la France. L'église possède six autels en marbre avec retables du XVIIe siècle et voûte en lambris peints scènes de la vie de saint Bruno[Lequel ?] et saint Bonaventure. Un autel du même style occupe toute la largeur du chœur. Elle a été inscrite monument historique par arrêté du 15 février 1926 puis classé par arrêté du 12 mai 2023 en totalité avec les sols des parcelles n°21 et n°494.

## Description
« La proximité géographique avec le Monastère de Patience de Laval fera dire à Henri IV : Ventre saint-gris ! Le feu est bien près des étoupes ».

## Histoire

### Famille de Laval
Les frères mineurs conventuels furent établis à Laval à la fin du XIVe siècle par Guy XII de Laval, et sa femme Jeanne de Laval, veuve en premières noces du connétable Bertrand Du Guesclin. Tous les deux dans leur vieillesse s'adonnèrent aux œuvres de piété et firent plusieurs fondations importantes. Ils s'adressèrent à l'antipape Benoît XIII, dont la France suivait alors l'obédience, et lui exposèrent leur désir d'appeler auprès d'eux des religieux de Saint François.

### Établissement
L'antipape Benoît XIII, par une bulle donnée à Avignon en 1397 ou peut-être l'année précédente, chargea les abbés de Clermont et de Bellebranche de faire une information tendant à savoir si l'établissement projeté à Laval était convenable et utile
Guy et Jeanne construisirent à leurs frais les lieux claustraux. Ces travaux durèrent pendant les années 1394, 1395 et 1396. Le 19 mai 1397, jour de Saint Jean, MM. les abbés de Clermont et de Bellebranche, commissaires apostoliques, délégués à cet effet, vinrent planter la croix des Frères-Mineurs.
Pierre de Savoisy, évêque du Mans, approuva cette fondation. L'église n'était point encore édifiée. Une petite chapelle, sous l'invocation de saint Jean l'Évangéliste, située à droite de la cour qui se trouve actuellement au devant du portail de l'église, servait aux religieux pour y célébrer l'office divin. 
L'évêque de Sydoine l'avait consacrée le 19 septembre 1398 et l'avait mise sous le patronage de ce Saint ; une inscription dans la boiserie qui décorait l'autel rappelait la fondation du couvent. Les religieux avaient dans la suite érigé une autre chapelle en face, de l'autre côté de la cour.

### Fondation
Après avoir acheté de Jean Le Landier, prêtre, une portion de terrain « au bourg Saint-Martin de Laval, abutant d'un bout au pavement de la grande rue du bourg, et de l'autre au champ dit des Lavandiers. Guy de Laval en racheta la féodalité de Allain de la Corbinaye, prieur du prieuré de Saint- Martin, et s'engagea, par traité du 5 février 1399, à lui en payer une rente annuelle de cinquante sols. Il consentit en outre aux curés de la Trinité et au prieur de Pritz, pour les indemniser de la perte de leurs droits curiaux, une rente de huit livres. 
Isidore Boullier ignore si le rapport eut le temps d'être effectué, car la fondation fut bientôt réalisée.

### Bénédiction
Le campanile, le cimetière, les dortoirs, le réfectoire et la chapelle Notre-Dame-de-Lorette sont réalisés entre 1397 et 1398. L'église comporte une nef et un seul bas-côté ; elle est bénite en 1407 par l'évêque du Mans Adam Châtelain. Il la consacra en l'honneur de Dieu et de la bienheureuse Vierge Marie, et lui donna pour patron saint Jean l'Évangéliste. Les registres des Cordeliers, du XVIIIe siècle, la mentionnent sous le nom d'église de Saint-François.

### Prêtres et clocher

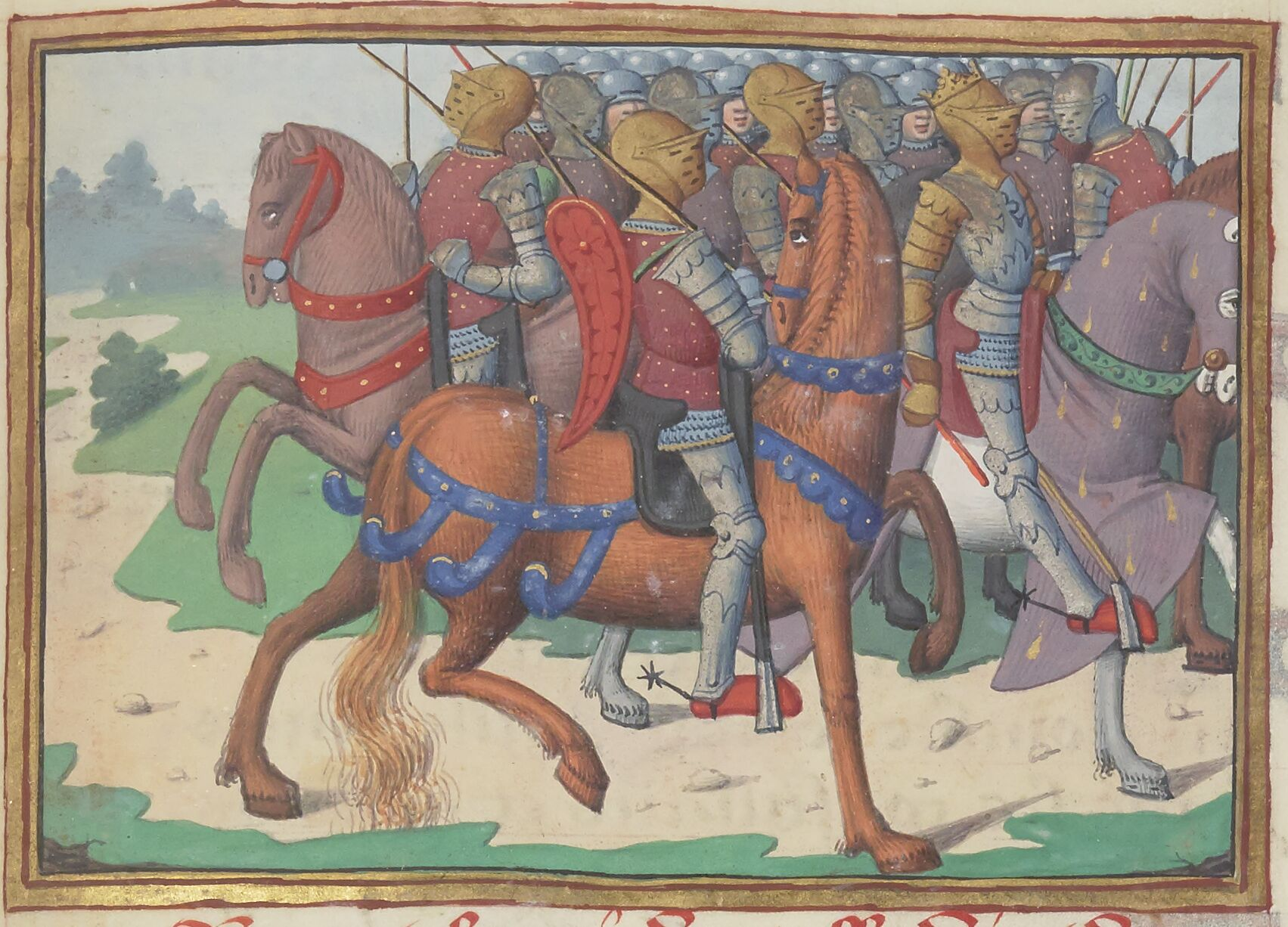
Le roi René et ses troupes, lors de la guerre de Cent Ans.

Dans les siècles passés, les pères Cordeliers étaient nombreux au monastère de Laval. En 1482 pendant les chaleurs de l'été, des fièvres contagieuses avaient atteint les frères ; une trentaine succomba, le reste fut obligé d'évacuer la maison. 
Guillaume Le Doyen dit que son clocher ne fut élevé que vers 1484, temps où les paroissiens de la Trinité faisaient de grands travaux à leur église paroissiale et où la collégiale Saint-Tugal de Laval commençaient à être bâtie. René Ier d'Anjou, est un des bienfaiteurs des Cordeliers : il contribua à la décoration de leur église en leur donnant un tableau que lui-même avait peint, représentant le seigneur attaché sur la croix.
Ils se livraient à la prédication et faisant souvent entendre la parole de Dieu dans les paroisses de la ville. Guillaume Le Doyen a conservé les noms de plusieurs prédicateurs distingués qui vécurent dans ce couvent et se firent une grande réputation.

### Riche intérieur
Plusieurs chroniqueurs dont Charles Maucourt de Bourjolly parle de la beauté du couvent des Cordeliers. 

#### Chapelles
L'église des Cordeliers était remarquable par la distribution particulière de ses chapelles placées sur un seul rang du côté de l'évangile, suivant, dit-on, la mode de construction adoptée par l'ordre de Saint-François ; on remarquait aussi les balustrades en marbre de Saint-Berthevin qui les fermaient.

#### Cloître
Les jardins et le cloître des Frères Mineurs de Laval avaient, au XVIIIe siècle, une très grande réputation de beauté et de magnificence. 

« Les Nouvelles recherches sur la France, en font mention en ces termes :  Le cloître, par la vaste étendue d'un de ses côtés, son beau parterre, son jet d'eau, ses colonnes de marbre jaspé, attire très-souvent la visite des voyageurs curieux. Les jardins de cette maison sont en terrasse. Les eaux des fontaines voisines, qui y sont conduites par divers canaux souterrains, y forment de belles pièces d'eau, qui donnent à ce jardin un air de fraîcheur bien agréable et y entretiennent la pureté et la salubrité de l'air, qui est peut-être le meilleur de la ville. ».
Le cloître avait été rebâti vers le milieu du XVIIe siècle.
Il est détruit depuis longtemps. Il était supporté par des colonnes de marbre rouge de Saint-Berthevin, qui sont transportées, vers 1809 à Paris, et employées, dit-on, à la décoration du palais du cardinal Fesch, Palais Bourbon. Il en resta deux, qui sous la Restauration, servirent à faire la croix érigée sur la place du Palais, à la suite de la mission, et que la révolution de 1830 fait disparaître. 
Le lambris en bois était peint comme celui de l'église, orné de peintures exécutées en 1639, par le frère Beaubrun, celui qui avait fait les peintures de l'église : elles étaient, dit-on, supérieures. L'intérieur formait un parterre ; au milieu était un jet d'eau, s'élevant à une grande hauteur. Les religieux se servaient des eaux venant des sources de la Valette que Guillemine Gireu, veuve de Ambroise Audouin, leur avait données, en 1521 pour avoir part à leurs prières et oraisons et que son fils Pierre Audouin, mari d'Anne Ferrand, leur avait confirmées en 1526, en permettant aux religieuses de Patience d'en prendre une partie.

#### Réfectoire et vitraux
Le réfectoire de cette maison était aussi fort beau ; il avait sept fenêtres garnies de vitraux peints en 1539 par Simon de Heemsce. Jacques Le Blanc de La Vignolle dit que c'était un des plus beaux ouvrages de l'Europe pour lequel voir les étrangers accouraient de toutes parts. C'est l’œuvre la plus considérable exécutée par Simon de Heemsce dans le comté de Laval qui sera détruite par les ravages du temps et un orage de grêle tombé à Laval le 23 août 1670.
La verrière du fond de l'église, derrière le maître autel, représentait le terrible accident qui avait privé en 1403 les fondateurs de leur unique héritier Guy de Laval. Quelques fragments, restés dans les meneaux, en conservaient encore le souvenir.
Les onze verrières de l’église Notre-Dame des Cordeliers sont dues aux maîtres-verriers Auguste Alleaume de Laval, Megnen, Clamens et Bordereau d’Angers, Charles Champigneulle de Paris. L’atelier des frères Paul et André Rault de Rennes : Vitraux d'arts Rault Frères et Les Maîtres Verriers Rennais - réalisa ceux de "Saint François et ses disciples" et le "Vitrail à la Gloire de La Vierge et des saints" ; vitraux offerts en 1945 par le chanoine Chantepie, curé de Notre-Dame.

#### Lambris
Il existait un lambris, décoré de peinture, représentant dans une sorte de réseau une suite de portraits de Saints appartenant à l'ordre de Saint-François, entremêlés à des portraits de la famille royale de l'époque et des portraits de papes. Il remplaça en 1638 le lambris primitif de l'église, usé de vétusté.

#### État florissant
Un ouvrage, imprimé à Rome en 1587, donne sur l'état florissant du couvent des Cordeliers au XVIe siècle des renseignements précieux. 
- Il rappelle ces fontaines au nombre de 14 et dont les eaux, pour l'agrément ou l'utilité, parcouraient dans de nombreux canaux les jardins et les différentes pièces du couvent. Dans les archives étaient conservées plusieurs bulles pontificales, relatives à diverses faveurs accordées soit aux Cordeliers eux-mêmes, soit aux Clarisses de Patience, et des lettres royales aussi favorables que flatteuses. Le catalogue des reliques[23] était affiché dans la nef de l'église. À cette époque, le couvent comptait 45 religieux, dont 2 professeurs de théologie et de philosophie et 10 prédicateurs.

### Retables
Le chanoine Auguste Chantepie, reprenant l'opinion du chanoine Mars assure que tous les retables ont été construits à la même époque, de 1630 à 1640. Pour Jacques Salbert, il n'en est rien, et il est difficile d'être précis sur la date de construction. Les retables latéraux des Cordeliers sont tous différents les uns et des autres. Ils étaient d'abord situés contre les fenêtres des chapelles latérales qu'ils obstruaient en partie : ils sont déplacés au milieu du XIXe siècle et remontés contre les murs de refend des chapelles.
Le chiffre de Jacques Le Blanc de la Vignolle est sculpté contre le pilier du chœur à l'entrée de la sacristie. Un autel était probablement appliqué à ce pilier. « Il est bon que l'on sache l'origine de cette sculpture pour que l'on ne supprime pas ce souvenir d'un des Lavallois qui ont le mieux mérité de leurs concitoyens », note l'abbé Angot.

### Chapitre général des Cordeliers
À la Pentecôte 1505, s'ouvrit dans le couvent, le chapitre général. de l'ordre des Cordeliers. 

On en retrouve un autre indiqué le 18 octobre 1579. En 1619, il en est tenu un qui commença le vendredi 17e jour du mois de mai. 
René Pichot de la Graverie rapporte qu'en 1738 et 1753 les Cordeliers tinrent des chapitres généraux dans la maison de Laval. Que faut-il entendre par chapitres généraux? Il est difficile de le dire maintenant. Cependant il est à croire qu'il ne s'agissait pas uniquement de la province dont Laval faisait partie ; car le P. Poisson, provincial de Paris, présidait en 1738. Pendant ces deux sessions, on soutenait des thèses de théologie et de philosophie dans l'église. Mais il est probable que les élèves venaient du dehors, car on ne voit nulle part qu'il y eût une école attachée à la maison de Laval. Ces deux chapitres se terminèrent le dimanche de la Pentecôte par une procession à l'église de la Trinité, où les Cordeliers assistèrent à la grande messe.
Le couvent a reçu à diverses reprises la visite des évêques diocésains. Dans une de ses visites pastorales le jeudi 11 septembre 1618, Charles de Beaumanoir de Lavardin, évêque du Mans, y donna la confirmation dans le cloître. Au mois de septembre 1622, le même évêque y conféra les ordres sacrés. Il y eut plus de quatre cents ordonnés, tant tonsurés qu'acolytes, sous-diacres, diacres et prêtres. Ce nombre avait été dépassé dans une ordination qu'il avait faite en 1618, où il y avait eu deux cent-cinquante-trois tonsurés et acolytes, cent-vingt-sept sous-diacres, cent-seize diacres et quatre-vingt-quatorze prêtres.

### XVIIesiècle,XVIIIesiècle
Le 24 août 1670, sur les sept heures une grêle importante qui tomba à Laval endommagea les vitres de toutes les églises et détruisit complètement celles du réfectoire des Cordeliers. À cette époque on avait généralement renoncé à la peinture sur verre, et on croyait même communément que le secret en était perdu. Les fenêtres du réfectoire furent garnies de verres blancs, et restèrent en cet état jusqu'à la Révolution française.
Isidore Boullier ignore à quelle Province de France appartenaient les Cordeliers de Laval. Ils avaient jusqu'au milieu du XVIIIe siècle une grande réputation de régularité et vivaient fort exemplairement, dit Julien Leclerc du Flécheray ; à cette époque ils étaient fort nombreux. Julien Leclerc du Flécheray, dans son Mémoire sur le comté de Laval qui a été achevé vers 1694, en porte le nombre à plus de soixante. Peut-être compte-t-il dans ce nombre les frères convers. Plus tard leur nombre alla toujours en diminuant.

### Révolution française

#### États généraux
Le choix des députés aux États généraux de 1789 se fait à deux degrés : Le tiers état, nomme le 6 mars, dans le réfectoire de l'église des Cordeliers de Laval, les délégués qui doivent aller au Mans consommer l'élection. Les suffrages désignent en premier René Enjubault de la Roche. Les électeurs le nomment député dès le premier tour de scrutin.
En 1790, il n'y avait plus que six religieux prêtres. Deux d'entre eux adhérèrent à l'église constitutionnelle.

#### Élections
Dès le commencement de la Révolution française, on prit une partie de leur couvent, pour y placer l'administration du district, et leur réfectoire pour les assemblées électorales. Les élections primaires se tinrent au mois de mars 1790 dans l'église des Cordeliers, pour la section du faubourg Saint-Martin. 
Au mois de juin suivant, ce fut dans l'église des Cordeliers que se tint L'assemblée des électeurs délégués par les assemblées primaires du mois de mars. 
Ouvertes le 28 juin les opérations électorales ne furent terminées que le 7 juillet suivant. Les électeurs sont réunis pour constituer le département de la Mayenne. Leurs séances se tinrent dans l'église des Cordeliers, et dureront jusqu'au 7 juillet.
Le 30 juin, François Hubert, maire de Laval, harangue, au nom de la municipalité les lecteurs du département réunis dans l'église. On y nomme le directoire du département, ceux des districts, etc., etc.

#### Expulsion des religieux
En 1790, les habitants du faubourg de Saint-Martin signèrent une pétition à l'Assemblée Constituante pour demander la conservation du monastère des Cordeliers, dont ils appréciaient les bienfaits; le Directoire refusa de transmettre cette pièce et s'empara des bâtiments le 7 octobre 1790. Le couvent des Cordeliers fut d'abord pris en partie pour être employé au service public. Quelques mois plus tard on s'empara du reste. On fait les expulser les religieux entièrement de leur maison qui resta bientôt vacante, les bureaux du district ayant été transférés ailleurs. Le directoire du département assigna le réfectoire aux administrateurs du district qui s'y installèrent pour y tenir leurs séances et y placer leurs bureaux.

#### Lieu de détention
Le 20 juin 1792, les administrations du département et du district rendirent en commun un arrêté ordonnant l'incarcération d'environ 400 prêtres non assermentés que l'on avait forcé depuis trois mois de se rendre de tous les points du département, à Laval, où ils étaient soumis tous les jours à un appel de présence. Deux cents d'entre eux environ furent renfermés dans la maison des Cordeliers, et les autres dans celle des Capucins. Le 1er octobre 1792, le maire de Laval et le citoyen Frin-Cormeré sont envoyés par l'Assemblée de l'Hôtel-de-Ville, pour faire délivrer des chambres à feu aux prêtres enfermés dans le couvent des Cordeliers. Deux municipaux furent envoyés pour leur faire délivrer des chambres. La déportation réduit le nombre de prêtres à cent environ, qui, vers le milieu d'octobre, sont transférés dans le couvent des Urbanistes, dit de Patience.

#### Caserne
Le Conseil décida le 22 octobre 1792 qu'une demande serait adressée au ministre, tendant à obtenir l'autorisation à faire une caserne dans le couvent des Cordeliers, et qu'on enverrait au ministre de la guerre un plan de distribution proposé par le citoyen Bourgeois pour approprier le local à ce nouvel usage. 
Le 4 mars 1793 on prévint les citoyens de se trouver le mercredi suivant dans l'église des Cordeliers pour y entendre la lecture de l'adresse aux Français et de la loi sur le recrutement.
Les anciennes décorations disparurent ; les distributions furent successivement changées, de nouvelles constructions furent faites.

#### Biens nationaux
La propriété du petit bois des Cordeliers est acquise nationalement par M. Tauvry qui y fait construire une petite maison.

### Destruction
Au mois d'octobre 1800, le ministre de la guerre accorda aux catholiques la jouissance provisoire de l'église des Cordeliers, qui servait alors de magasin, comme dépendance de la caserne établie dans les bâtiments du couvent.  
Le 10 juillet 1812 le Conseil céda au département l'ancien couvent des Cordeliers pour l'établissement d'un dépôt de mendicité pour le département, à condition que la ville ne donnerait que les bâtiments cours et jardins servant à la caserne, se réservant l'église et ses dépendances, et à condition que l'on obtiendrait la construction d'une caserne pour le logement de 600 hommes aux frais du gouvernement.
Les jardins ont été excavés en 1848 pour faire un champ de manœuvres et combler l'ancien lit de la Mayenne. La modification du terrain et des bâtiments a été tellement complète qu'il n'est plus possible de reconnaître quel était autrefois l'état des lieux.

### Retour au culte
L'église des Cordeliers fut conservée comme annexe de la paroisse de la Trinité ; on lui donna pour desservant M. Leveau. Elle ne devint église paroissiale, sous le vocable de Notre-Dame qu'en 1826. Une ordonnance du 24 septembre 1830, donnée par Mgr Philippe-Marie-Thérèse-Gui Carron en fixa définitivement les limites. Pierre-Aimé Renous réalise le second bas-côté en 1863. Il réalise aussi le voûtement sur croisée d'ogives.

### XXIesiècle
À la suite de l'affaire de Niafles, l'évêque Armand Maillard a célébré le 2 septembre 2007 une messe dans la forme tridentine du rite romain en l'église Notre-Dame-des-Cordeliers de Laval. De septembre 2008 à septembre 2014, l'église est desservie en partie par l'Institut du Christ Roi Souverain Prêtre (ICRSP) pour la forme extraordinaire du rite romain. En septembre 2014, l'apostolat selon la forme extraordinaire a été confié aux dominicains (Père Pic, du Couvent de Rennes, et les Pères de la Fraternité Saint Vincent Ferrier). Et désormais, l'église est confier à la fraternité sacerdotale saint Pierre pour les messes selon la forme extraordinaire du rite romain. La messe en français reste célébrée tous les dimanches soir à 18 heures dans la forme ordinaire du rite romain par les prêtres diocésains.

### Le grand orgue
Le grand orgue de l'église Notre-Dame des Cordeliers a été construit en 1851, par le facteur d'orgue Sergent, du faubourg Saint-Antoine à Paris. L'instrument a été restauré une première fois par Louis Debierre en 1878, puis par son successeur Georges Gloton, de Nantes, en 1936. Il comporte 16 jeux. La console a été retournée (face à l'autel) par Georges Gloton, et renferme deux claviers de 56 notes et un pédalier à l'allemande de 30 notes, avec transmission mécanique. L'entretien de l'instrument dans sa forme actuelle a été successivement assurée par les manufactures Renaud (44), puis Boisseau (86), et depuis 2008 Toussaint (44). L'orgue dans sa forme actuelle a été inauguré par un concert du chanoine Fauchard le dimanche 6 décembre 1936, puis a été tenu pendant plus de quarante ans par Lucien Chevron. Le titulaire actuel est Arnaud Bouillé.

## Sépultures

### Famille de Laval
La famille de Laval avait une affection marquée pour l'église et le chapitre de Saint-Tugal, ceci après l'abbaye de Clermont, qui est leur premier lieu de sépulture. Néanmoins, plusieurs membres de la famille de Laval choisissent l'église des Cordeliers comme lieu de sépulture. André René Le Paige indique que les fondateurs du couvent des Cordeliers sont enterrés dans leur église. C'est une erreur. Le titre de comte et de comtesse donné aux fondateurs des Cordeliers dans les épitaphes de Jeanne et Guy de Laval font penser que ces tombes ne sont placées qu'après le décès de Jeanne.

### Notables de Laval
Un grand nombre de familles de Laval choisissaient l'église des Cordeliers pour leur lieu de sépulture. Beaucoup de leurs membres faisaient partie du tiers ordre de Saint François, tout en vivant dans le monde. Ils se faisaient enterrer au milieu des frères. Les familles notables de la ville y possédaient des enfeus.